# 가나에촌 (돗토리현)
가나에촌(鼎村)은 돗토리현 도하쿠군에 설치되었던 촌이다. 현재의 미사사정에 해당한다.